# Táplánszentkereszt
Táplánszentkereszt è un comune dell'Ungheria di 2.424 abitanti (dati 2001). È situato nella contea di Vas.